# Suuppijärvi
Suuppijärvi är en sjö i Pajala kommun i Norrbotten och ingår i Kalixälvens huvudavrinningsområde. Suuppijärvi ligger i Torne och Kalix älvsystem Natura 2000-område.